# Linoleato diolo sintasi
La linoleato diolo sintasi è un enzima appartenente alla classe delle ossidoreduttasi, che catalizza la seguente reazione:
linoleato + O2 ⇄ (9Z,12Z)-(7S,8S)-diidrossioctadeca-9,12-dienoato
Anche l'oleato ed il linolenato sono substrati, mentre lo stearato, l'elaidato, il γ-linolenato, l'arachidonato e l'icosapentaenato non lo sono. Questo enzima differisce dalla lipoossigenasi (numero EC 1.13.11.12) perché catalizza la formazione di un idroperossido senza colpire il doppio legame del substrato.